# Let Tmou
«Leť tmou», en eslovaco Vuela a través de la oscuridad es la canción que representó a Eslovaquia en el Festival de la Canción de Eurovisión 2009. Está cantada por Kamil Mikulčík y Nela Pocisková y fue cantada en la segunda semifinal del festival. Fue la primera canción de Eslovaquia en el Festival de la Canción de Eurovisión tras Modlitba en 1998, lo que quiere decir, tras 11 años de ausencia.